# Sizwe Ndlovu
Sizwe Ndlovu (Johannesburg, 24 settembre 1980) è un canottiere sudafricano, vincitore della medaglia d'oro nel 4 senza pesi leggeri a Londra 2012.

## Palmarès
- Giochi olimpici

Londra 2012: oro nel 4 senza pesi leggeri.